# Eupithecia cauchiata
Eupithecia cauchiata, auch Bergwald-Goldrauten-Blütenspanner oder Goldrauten-Blütenspanner genannt, ist ein Schmetterling (Nachtfalter) aus der Familie der Spanner (Geometridae).
Die Art wurde von Duponchel nach ihrem Finder Amédée Cauchy benannt.

## Merkmale

### Falter
Die Flügelspannweite der Falter beträgt 18 bis 22 Millimeter. Die Grundfarbe der Vorderflügel ist zumeist weißlichgrau mit hellbraunen Elementen. Sie sind mit vielen sehr feinen Wellenlinien überzogen. Das Saumfeld ist etwas verdunkelt. Ein Mittelpunkt ist sehr undeutlich oder fehlt gänzlich. Die zeichnungsarmen Hinterflügel sind geringfügig heller als die Vorderflügel.

### Ei
Das gelblichgrüne, leicht glänzende Ei besitzt eine längliche Form.

### Raupe
Erwachsene Raupen sind grünlich gefärbt und haben deutliche gelbliche Seitenstreifen.

### Puppe
Die Puppen haben eine ockergelbe Farbe und zeigen grünliche Flügelscheiden. Am Kremaster befinden sich zwei stärkere sowie jederseits drei dünnere Hakenborsten.

### Ähnliche Arten
Eupithecia satyrata besitzt eine überwiegend graubraune und Eupithecia pernotata eine überwiegend gelbgraue Grundfärbung.
Wie bei vielen Blütenspanner-Arten sollte eine zuverlässige Bestimmung jedoch durch Spezialisten erfolgen, und auch eine genitalmorphologische Analyse ist zur eindeutigen Zuordnung anzuraten.

## Geographische Verbreitung und Vorkommen
Eupithecia cauchiata kommt lückenhaft von den Pyrenäen bis zum Ural vor. Die nördliche Verbreitungsgrenze verläuft entlang der Südküste Finnlands. In den Alpen sind die Tiere an klimatisch günstigen Stellen bis in eine Höhe von 1500 Metern zu finden. Sie bevorzugen lichte Nadel- und Mischwälder.

## Lebensweise
Die Falter sind dämmerungs- und nachtaktiv und fliegen von Mitte Mai bis Ende Juli. Sie erscheinen in beiden Geschlechtern auch an künstlichen Lichtquellen. Die Raupen leben von Juli bis September. Sie ernähren sich von den Blättern der Gewöhnlichen Goldrute (Solidago virgaurea) und unterscheiden sich dadurch auch von vielen anderen Blütenspannerarten, die an Blüten oder Früchten fressen. Die Puppen überwintern, zuweilen zweimal.

## Gefährdung
In Deutschland kommt Eupithecia cauchiata nur in wenigen Bundesländern vor, ist meist selten und wird auf der Roten Liste gefährdeter Arten in Kategorie 2 (stark gefährdet) geführt. In Rheinland-Pfalz ist sie „vom Aussterben“ bedroht (Kategorie 1), hingegen in Mecklenburg-Vorpommern „potentiell gefährdet“ (Kategorie 4).